# Choerodon azurio
Choerodon azurio е вид лъчеперка от семейство Labridae.

## Разпространение
Видът е разпространен в Китай, Провинции в КНР, Северна Корея, Тайван, Хонконг, Южна Корея и Япония.